# Каркабуей
Каркабуей (на испански: Carcabuey) е населено място и община в Испания. Намира се в провинция Кордоба, в състава на автономната област Андалусия. Общината влиза в състава на района (комарка) Суббетика. Заема площ от 80 km². Населението му е 2685 души (по преброяване от 2010 г.). Разстоянието до административния център на провинцията е 96 km.

## Демография
| 1996 | 1998 | 1999 | 2000 | 2001 | 2002 | 2003 | 2004 | 2005 | 2006 |
| ---- | ---- | ---- | ---- | ---- | ---- | ---- | ---- | ---- | ---- |
| 2887 | 2887 | 2888 | 2868 | 2845 | 2827 | 2800 | 2834 | 2825 | 2775 |